# 烏山華城高速公路
烏山華城高速公路（：／ Osan Hwaseong gosokdoro */?）（與龍仁首爾高速公路共用編號），是連接韓國京畿道烏山市和華城市的一條高速公路，長2.1公里。
2008年自平澤華城高速公路分離，2009年10月29日通車。